# Росс, Клод
Клод Мюррей Росс (англ. Claude Murray Ross, 13 мая 1893, Колфилд — 19 августа 1917, Франция) — австралийский легкоатлет, выступавший в беге на короткие и средние дистанции. Участник летних Олимпийских игр 1912 года.

## Биография
Клод Росс родился 13 мая 1893 года в австралийском городе Колфилд.
По профессии был инженером, часто бывал в командировках.
Выступал в легкоатлетических соревнованиях за «Малверн Харриерз» из Малверна.
В 1912 году вошёл в состав сборной Австралазии на летних Олимпийских играх в Стокгольме. В беге на 400 метров не смог завершить четвертьфинальный забег. Также был заявлен в беге на 200 метров, но не вышел на старт.
В августе 1914 года поступил на службу в австралийскую полевую артиллерию. В 1915 году служил на Галлипольском полуострове, где заболел дизентерией и был эвакуирован. Затем перебрался во Францию, был включён в 45-ю эскадрилью Британского королевского лётного корпуса. В артиллерии дослужился до звания сержанта, в авиации — до лейтенанта.
Погиб 19 августа 1917 года в бою во Франции. Самолёт Sopwith 2 Strutter A8298, на борту которого находились Росс и его штурман Дж. О. Фаулер, был направлен в район бельгийского города Зандворт и разбился, упав с высоты в 6000 футов. Останки Росса не были обнаружены. Его имя указано на британском мемориале на кладбище Фобур-д’Амьен во французском городе Аррас.

## Семья
Брат Родерик Росс служил в австралийском лётном корпусе, участвовал в Первой мировой войне.